# Uzay-le-Venon
Uzay-le-Venon ist eine Gemeinde mit 410 Einwohnern (Stand 1. Januar 2022) im französischen Département Cher in der Region Centre-Val de Loire; sie gehört zum Arrondissement Saint-Amand-Montrond und zum Kanton Trouy.

## Bevölkerungsentwicklung
Quelle: INSEE
- 1962: 321
- 1968: 416
- 1975: 407
- 1982: 357
- 1990: 383
- 1999: 395
- 2006: 382
- 2016: 399